# Лозе (марсианский кратер)
Ло́зе — кратер в четырехугольнике Аргир на Марсе, расположенный под 43,7° к югу и 16,8° к западу. Диаметр кратера 155,5 км, он назван в честь немецкого астронома Освальда Лозе (1845—1915)
Кратер сильно разрушен, но внутри него видно центральное возвышение, в котором просматриваются глубокие каньоны. Более мелкие каньоны расходятся в стороны от центрального возвышения. Наиболее крупный каньон находится на северном склоне возвышения — этот каньон имеет большую нишу и более развитый наносный периметр, чем окружающие его каньоны. Предположительно либо этот каньон формировался в течение более длительного периода времени, чем остальные каньоны, либо в его образовании участвовало большее количество жидкости.